# Lijst van weg- en veldkapellen in Breda
Dit is een onvolledige lijst van veldkapellen in de gemeente Breda. Kapelletjes komen vooral in het zuiden van Nederland voor en werden dikwijls gebouwd ter verering van een heilige.
| Kapel                     | Adres                                 | Plaats            | Bouwperiode  | Architect          | Foto |
| ------------------------- | ------------------------------------- | ----------------- | ------------ | ------------------ | ---- |
| Mariakapel                | Roosbergseweg-Bavelse Hei             | Bavel             | 1951         |                    |      |
| Kerkhofkapel              | Kerkstraat                            | Bavel             | 1887         | J.J. van Langeraar |      |
| Begijnhofkapel            | Catharinastraat 23                    | Breda             | 1837         | A. van der Aa      |      |
| Maria-Dymphnakapel        | Wederiktuin                           | Breda             | 15e eeuw     |                    |      |
| Mariakapel (Poolse kapel) | Claudius Prinsenlaan-Wilhelminasingel | Breda             | 1954         |                    |      |
| Mariakapel                | Ulvenhoutselaan                       | Breda             | 1945         |                    |      |
| Sint-Annakapel            | Mgr. Leytenstraat 15                  | Breda-Heusdenhout | Ca. 1512     |                    |      |
| Mariakapel                | Laan van Mertersem                    | Breda-Princenhage | 1949         |                    |      |
| Mariakapel (Vredeskapel)  | Kapelstraat                           | Prinsenbeek       | 1953         |                    |      |
| Sint-Josephkapel          | Sint Josephstraat                     | Teteringen        | 1946         |                    |      |
| Mariakapel                | Posthoorn                             | Teteringen        | 1951 en 1969 |                    |      |
| Mariakapel                | Dorpsstraat-Molenstraat               | Ulvenhout         | 1938         | Alphons Siebers    |      |